# Asparagus asiaticus
Asparagus asiaticus är en sparrisväxtart som beskrevs av Carl von Linné. Asparagus asiaticus ingår i släktet sparrisar, och familjen sparrisväxter. Inga underarter finns listade i Catalogue of Life.